# Procollageno glucosiltransferasi
La procollageno glucosiltransferasi è un enzima appartenente alla classe delle transferasi, che catalizza la seguente reazione:
UDP-glucosio + 5-(D-galattosilossi)-L-lisina-procollagene ⇄ UDP + 1,2-D-glucosil-5-D-(galattosilossi)-L-lisina-procollagene
L'enzima è probabilmente coinvolto nelle sintesi di unità di carboidrati nel complemento (cf. procollagene galattosiltranferasi numero EC 2.4.1.50).